# 표은지
표은지(1989년 8월 11일 ~ )는 대한민국의 모델이자, 유튜버이다.

## 수상
- 유튜브 골드 버튼[2]